# Deutsche Gesellschaft für Kardiologie – Herz- und Kreislaufforschung
Die Deutsche Gesellschaft für Kardiologie – Herz- und Kreislaufforschung e. V. (DGK) ist eine gemeinnützige wissenschaftlich medizinische Fachgesellschaft mit mehr als 12.000 Mitgliedern und Sitz in Bad Nauheim. Die Geschäftsstelle befindet sich in Düsseldorf. Ihr Ziel ist die Förderung der Wissenschaft auf dem Gebiet der kardiovaskulären Erkrankungen, die Ausrichtung von Tagungen und Kongressen, die Aus-, Weiter- und Fortbildung ihrer Mitglieder und die Veröffentlichung von medizinischen Leitlinien. Die DGK ist die älteste und größte kardiologische Gesellschaft in Europa. Sie verzeichnet seit Jahren wachsende Mitgliederzahlen: Kardiologen aus Hochschulen und nicht-universitären Einrichtungen, niedergelassene Kardiologen, Kinderkardiologen, Herzchirurgen, kardiologisch-theoretisch tätige Wissenschaftler, Internisten, Pharmakologen, Physiologen, Pathologen, und Biologen.

## Kongresse, Jahrestagungen, Tätigkeit
Jährlich veranstaltet die DGK zwei große Kongresse, zum einen die Jahrestagung, die immer in der Woche nach Ostern in Mannheim stattfindet, zum anderen die Herbsttagung, die in Verbindung mit der Jahrestagung der Arbeitsgruppe Rhythmologie im Oktober an wechselnden Orten stattfindet. Im Gegensatz zur stark wissenschaftlich ausgerichteten Jahrestagung hat die Herbsttagung mehr Fortbildungscharakter auf hohem Niveau.
Der Verein erstellt und überarbeitet in Leitlinien zu kardiovaskulären Erkrankungen und aktuellen Themen der Herz- und Kreislaufforschung. Sie verleiht Preise und Stipendien, die von ihr selbst wie auch von Firmen und privaten Stiftern finanziert werden. Das Volumen dieser Preisgelder liegt derzeit bei etwa 700.000 Euro pro Jahr. Erwähnt seien die Carl-Ludwig-Ehrenmedaille, das Otto-Hess-Promotionsstipendium, der Albert-Fraenkel-Preis, der Arthur-Weber-Preis, der Preis für Wissenschaftsjournalismus, der Rudolf-Thauer-Posterpreis und der Hans-Jürgen-Bretschneider-Posterpreis. Mit dem Hugo von Ziemssen-Posterpreis werden die anlässlich der DGK-Herztage vorgestellten besten Poster ausgezeichnet. Außerdem gibt es eine Ehrenmitgliedschaft. Eine besonders erfolgreiche Tochter der DGK ist die Weiter- und Fortbildungs-Akademie Kardiologie, die 2001 gegründet wurde und bundesweit zahlreiche Fortbildungskurse anbietet.
Anlässlich des Welt-Kardiologenkongresses 1950 in Paris wurde die Gesellschaft Mitglied der International Society and Federation of Cardiology (ISFC) und anlässlich des Europäischen Kardiologenkongresses 1952 in London Mitglied der European Society of Cardiology (ESC). Die Gesellschaft ist außerdem Mitglied der Arbeitsgemeinschaft der Wissenschaftlichen Medizinischen Fachgesellschaften (AWMF).
Die DGK ist Mitglied im Aktionsbündnis Nichtrauchen.

## Geschichte
Am 3. Juni 1927 wurde in Bad Nauheim die Deutsche Gesellschaft für Kreislaufforschung gegründet und ist damit die älteste kardiologische Gesellschaft in Europa. Initiatoren waren die Professoren Bruno Kisch (Köln) und Arthur Weber (Bad Nauheim) – unterstützt von Franz Maximilian Groedel (Bad Nauheim, später New York), der 1949 das American College of Cardiology (ACC) mitbegründete. Von 1979 an nannte sich die Gesellschaft Deutsche Gesellschaft für Herz- und Kreislaufforschung, seit 1994 firmiert sie unter dem heutigen Namen.
Der erste Kongress der Gesellschaft wurde 1928 in Köln veranstaltet. Von da an fanden bis 1941 jährlich Tagungen an verschiedenen Orten statt. Nach dem Zweiten Weltkrieg fand die erste Tagung der Gesellschaft 1949 – und von da ab jährlich – in Bad Nauheim statt. Erst 1982, als die Räumlichkeiten wegen der gestiegenen Mitgliederzahl und der Ausweitung der wissenschaftlichen Sitzungen zu beengt waren, entschloss man sich, die Jahrestagung nach Mannheim zu verlegen.
Für ihre Aufklärungsaktivität während der Corona-Pandemie wurde die DGK von der vom F.A.Z.-Institut und dem IMWF initiierten Aktion "Helden in der Krise" ausgezeichnet.

## Zeitschriften
Zeitschriften der Deutschen Gesellschaft für Kardiologie – Herz- und Kreislaufforschung sind
- Basic Research in Cardiology,
- Clinical Research in Cardiology,
- Die Kardiologie (ehemals Der Kardiologe),
- Herzschrittmacher + Elektrophysiologie,
- Cardio News.

## Persönlichkeiten
- Sven Effert, Ehrenmitglied ab 1990
- Franz Loogen, Präsident ab 1975
- Gerd Heusch, Präsident von 2007 bis 2009
- Hugo Katus, Präsident von 2016 bis 2019